# Section binationale
Une section binationale est une filière de lycée français qui comporte des enseignements spécifiques dans une langue étrangère.
Commencée en seconde générale et technologique, elle se poursuit en première et en terminale et permet la délivrance simultanée du baccalauréat français et d'un examen de fin de scolarité d'un pays partenaire.
La forme la plus ancienne et la plus connue de section binationale est la section franco-allemande. Elle conduit à la délivrance du baccalauréat et de la Allgemeine Hochschulreife et porte le nom d'Abibac. Elle s'intègre dans le nouveau dispositif de « section binationale » à compter de la session 2011.
Les autres sections actuellement existantes sont :
- la section franco-américaine qui permet la délivrance de l'attestation du College Board National Office (baccalauréat franco-américain) : 1re session prévue en 2011, épreuves anticipées en 2010[1], dernière session en 2023 ;
- la section franco-espagnole (BachiBac) qui permet d'obtenir le Bachillerato : 1re session prévue en 2012, épreuves anticipées en 2011[2] ;
- la section franco-italienne (Esabac) qui permet d'accéder à l'Esame di Stato : 1re session prévue en 2012, épreuves anticipées en 2011, sauf pour les lycées expérimentateurs[3].